# Massaka
Massaka (andere Pseudonyme: Murdoc, Diablo63 oder Massaka36) (* 25. Oktober 1984 in Berlin-Kreuzberg; bürgerlich Murat İlhan) ist ein deutsch-türkischer Rapper.
İlhan gilt als einer der Pioniere des Gangsta-Rap in der Türkei und ist auch der Hauptkünstler einer Songserie namens Katliam, in der neben seinen persönlichen Songs und Alben auch viele Rapper gleichzeitig vertreten sind. Er ist auch für seinen Song 3 Kings bekannt, den er mit Snoop Dogg veröffentlicht. Er ist eines der Mitglieder von 36 Boys.

## Leben und Karriere
Massaka, dessen Familie aus der Provinz Trabzon stammt, wurde im Berliner Stadtteil Kreuzberg geboren. Seine Teenagerjahre verbrachte er auf der Straße, wie viele Kinder von Auswanderern dort. In den folgenden Jahren wurde Massaka Mitglied der 36 Boys-Gang, lernte die Rap-Musik kennen, während er mit Neonazis kämpfte, und begann später, seine eigenen Tracks zu schreiben. Er hat ein Duett mit Killa Hakan, Monstar361 und anderen Gangkollegen aufgeführt, die sich wie er selbst für Rap-Musik interessieren.
Er begann seine Musikkarriere 2002 auf Deutsch. Später, mit Ceza und Dr. Fuchs, vollzog er mit dem Track Soğuk Mevsim den Übergang vom Deutschrap zum türkischen Rap.
Massaka; „Diablo63“ im Jahr 2019 Zusammen mit einer schwarzen Gesichtsmaske, die er sein eigenes nannte, schuf er ein Alter Ego, das im Vergleich zu seiner eigenen eine relativ hohe Stimme hatte. Nachdem er zunächst ein paar Songs mit dieser Persönlichkeit veröffentlicht hatte, veröffentlichte er Diss-Tracks für sich selbst (Massaka). Im April 2019 war es ein Diskussionsthema unter Hörern, die Diablo eine Weile nicht kannten. Später wurde das Musikvideo zu Diablos Song Maskem auf YouTube veröffentlicht, das es Massaka ermöglichte, dem Publikum sein Alter Ego auf eine bestimmte Art und Weise vorzustellen.
Massaka wurde am 5. April 2025 im Rahmen der Operation „Illegale Wetten“ von Teams der Istanbuler Organisation in seinem Haus in Istanbul festgenommen. Der Grund für seine Inhaftierung war, dass Massaka in Italien wegen eines mithilfe künstlicher Intelligenz erstellten Liedes festgenommen worden war, in dem er den türkischen Mafiaführer Barış Boyun lobte. Nach vier Tagen Haft wurde Massaka am 9. April 2025 vor Gericht gestellt und unter der Auflage einer gerichtlichen Kontrolle freigelassen. Später wurde er am selben Tag erneut festgenommen und auf Gerichtsbeschluss verhaftet.

## Diskografie

### Alben
- 2005: 36 Night Crime
- 2007: Blutbeton (mit Monstar361)
- 2010: Dämmerung (mit Monstar361)
- 2011: Das Ritual
- 2012: Blutbeton 2 (mit Monstar361)
- 2016: İstila (mit Kodes)
- 2018: Siyah
- 2018: Flashback
- 2019: Syndikat (mit Monstar361)

### EPs
- 2020: Undefeated (mit Joe Young)

### Singles
| - 2009: Das Kartell (feat. Killa Hakan) - 2012: Soğuk Mevsim (feat. Ceza & Dr. Fuchs) - 2018: Katliam 2 - 2019: Original (feat. Kanel36) - 2019: Lale - 2019: Cehennemin Dibi - 2019: Katliam 3 - 2019: Yeraltı (feat. Diablo63) - 2019: Dolunay - 2019: Hadi Gel (feat. Cashflow) - 2019: Toxic (feat. 6ix9ine & Haftbefehl) - 2019: Hightech (feat. Joker, Defkhan, Sansar Salvo) - 2020: Ütopya (feat. Diablo63) | - 2020: Saray - 2020: Katliam 4 - 2020: Fight Kulüp 2 (mit Ceza, Killa Hakan, Contra, Anıl Piyancı, Summer Cem, Khontkar) - 2021: Akrep - 2021: Alfa - 2021: Para (feat. 6ix9ine) - 2021: İntihar - 2022: Gotham City (feat. Tekmill) - 2022: Astral - 2022: Violet (feat. The Game) - 2023: Kral (feat. Diablo63) - 2023: Ayaz (feat. Mubatu36) |